# Albino Rodríguez
Albino Rodríguez Leal (Vigo, Pontevedra, España, 7 de junio de 1937) es un exfutbolista español que se desempeñaba como Medio-centro.

## Clubes
| Club                    | País   | Año       |
| ----------------------- | ------ | --------- |
| Real Club Celta de Vigo | España | 1956-1964 |
| Unión Deportiva Melilla | España | 1964-1965 |